# Prionomelia localis
Prionomelia localis là một loài bướm đêm trong họ Geometridae.